# Qafzeh

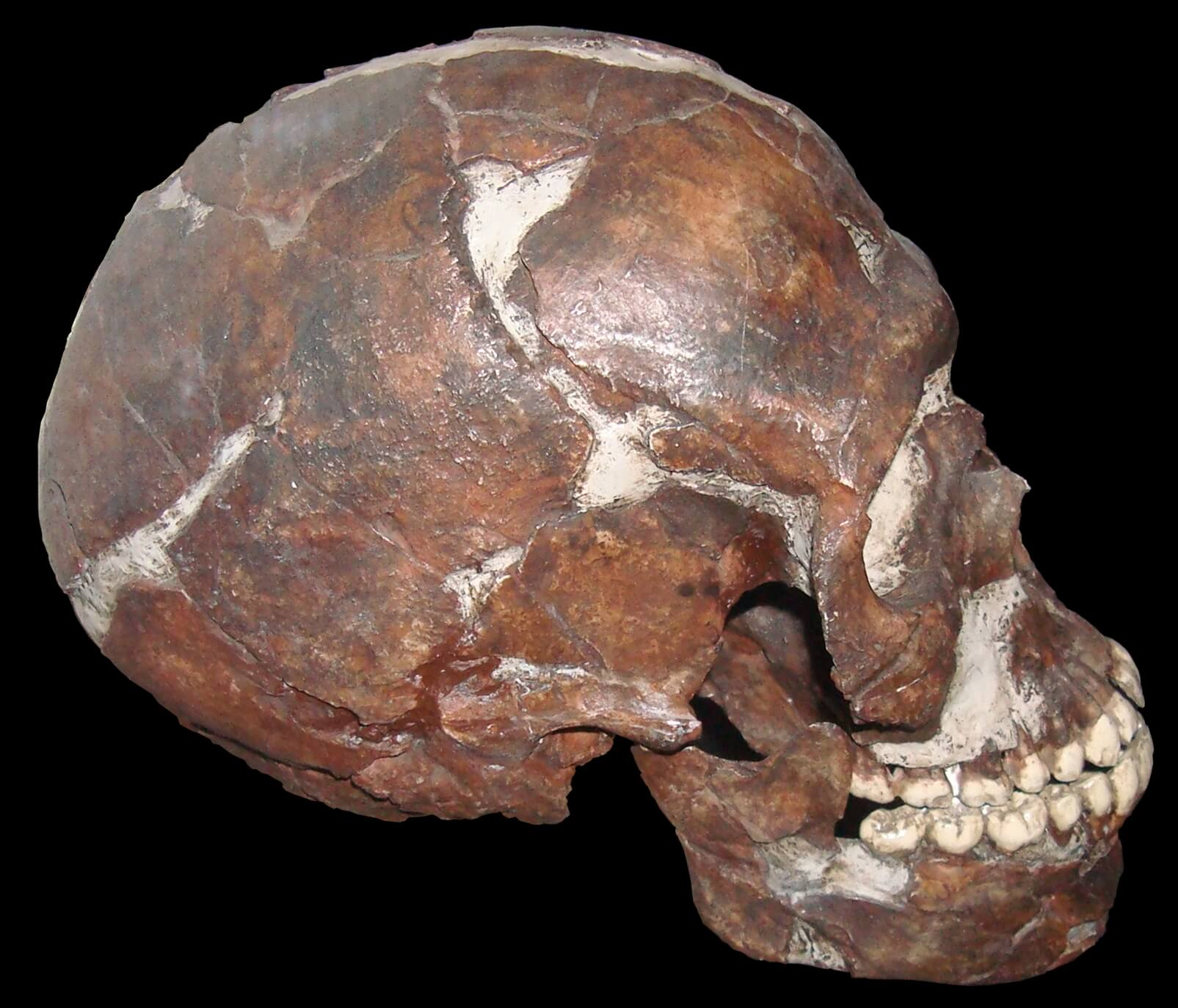
Moulage du crâne humain de Qafzeh 9.

La grotte de Qafzeh ou Qafzah (« le précipice » en arabe) est un site préhistorique situé en Israël.
Elle a été occupée depuis le Paléolithique moyen jusqu’à la période byzantine durant laquelle y fut édifié un lieu de culte.

## Localisation
Elle se trouve sur le mont du Précipice qui culmine à 392 m, à environ 2,5 km au sud de la vieille ville de Nazareth. La grotte s’ouvre sur son flanc sud-ouest, à 220 m d’altitude et à 7 m au-dessus du talweg du Wadi el-Hadj ou Wadi du Pèlerin. Ce oued est un petit torrent qui aboutit à la plaine d’Esdrelon.

## Histoire des fouilles
Qafzeh a été découvert en 1933 et fouillé en 1934 par René Neuville, alors consul de France à Jérusalem. Plus récemment, Bernard Vandermeersch et Ofer Bar-Yosef y ont également travaillé.

## Archéologie
La grotte a livré les sépultures de six adultes et huit enfants, datés par thermoluminescence à 92 000 ans BP,. Les squelettes trouvés ont d'abord été considérés comme des fossiles de transition entre les Néandertaliens et Homo sapiens, puis comme une lignée distincte de l'homme de Néandertal, témoignage de l'exode des premiers humains modernes issus d'Afrique. Ils réalisaient des outils moustériens semblables à ceux des Néandertaliens.
Des coquillages Glycymeris, provenant de la côté méditerranéenne à 35 km de là, se trouvaient sous l'avant-dernière tombe la plus profonde. Ils sont perforés sans intervention humaine ; certains portent des traces de suspension, et quelques-uns portent des taches d'ocre.